# 阿尔瓦拉
阿尔瓦拉，是西班牙埃斯特雷马杜拉卡塞雷斯省的一个市镇。总面积39平方公里，2001年普查人口總數為791人，人口密度為每平方公里20人。